# Hilara wheeleri
Hilara wheeleri is een vliegensoort uit de familie van de dansvliegen (Empididae). De wetenschappelijke naam van de soort is voor het eerst geldig gepubliceerd in 1901 door Melander.